# 聂傲双
聂傲双（1995年1月16日—），是一名中国足球运动员，司职中场。目前效力于中甲球队武汉卓尔。

## 俱乐部生涯
聂傲双出道于武汉卓尔青训系统。2013年全运会乙组比赛代表湖北队出场，表现受到好评。2014年1月与队友明天一起被选派至法国索肖足球俱乐部进行为期三个月的学习训练。2014年进入武汉卓尔一线队名单但并未在联赛中出场。2015年首次分别在对武汉宏兴的足协杯比赛和对江西联盛的中甲联赛中出场。2016年7月武汉卓尔俱乐部官方宣布与聂傲双签订了新的工作合同。
2018年4月4日中甲联赛第四轮武汉卓尔主场对阵辽宁宏运的比赛，聂傲双首发出场，并在下半场21分钟时禁区内接的传球兜射远角将球射入，打入个人首例联赛入球。